# Syed Ameer Ali
Syed Ameer Ali (Mohan, 1849 – Rudgwick, 1928) è stato un politico indiano.

## Biografia
Fu in gran parte autore delle riforme sociali del 1885, che concessero ai musulmani la possibilità di accesso a cariche pubbliche.